# Список осіб, беатифікованих Папою Іваном Павлом ІІ
Список осіб, беатифікованих Папою Іваном Павлом ІІ — список осіб, проголошених блаженними в період понтифікату Івана Павла II.
Папа Іван Павло II від початку свого понтифікату проголосив 1345 блаженних.

## 1979
- 24 лютого 1979, визнання беатифікації
  - Марґарета Ебнер (1291—1351)
- 29 квітня 1979, Собор Святого Петра, Ватикан
  - Франсіско Коль Гітарт (1812—1875)
  - Жак-Дезіре Лаваль (1803—1864)
- 29 травня 1979, визнання культу[1]
  - Ядвіга Анжуйська (1373/1374—1399)
- 14 жовтня 1979, Собор Святого Петра, Ватикан
  - Енріке де Оссо-і-Сервельйо (1840—1896)

## 1980
- 22 червня 1980, Собор Святого Петра, Ватикан
  - Катері Текаквіта (1656—1680)
  - Франсуа де Монморансі-Лаваль (1623—1708)
  - Жозе де Аншієта (1534—1597)
  - Марія від Воплочення (1599—1672)
  - Педро де Сан Хосе Бетанкур (1626—1667)
- 26 жовтня 1980, Площа святого Петра, Ватикан
  - Бартоло Лонґо (1841—1926)
  - Луїджі Оріоне (1872—1940)
  - Марія Анна Сала (1829—1891)
- 9 грудня 1980
  - Джованні Сазіарі (1327—1371), визнання культу

## 1981
- 18 лютого 1981, Маніла, Філіппіни
  - 16 японських мучеників (+1633–1637), перша в історії беатифікація, що відбулася поза межами Рима і Ватикану
- 4 жовтня 1981, Площа святого Петра, Ватикан
  - Ален де Солмініхак (1593—1659)
  - Марія Репетто (1807—1890)
  - Ріккардо Пампурі (1897—1930)
  - Клодін Тевене (1774—1837)
  - Луїджі Скрозоппі (1804—1884)

## 1982
- 23 травня 1982, Площа святого Петра, Ватикан
  - Андре Бессе (1845—1937)
  - Марія Анжела Асторх (1592—1665)
  - Енн-Марі Рів'є (1768—1838)
  - Марі Роуз Дюроше (1811—1849)
  - Петро Дондерс (1807—1887)
- 3 жовтня 1982, Собор Святого Петра, Ватикан
  - Фра Анджеліко (бл. 1395—1455), визнання культу
  - Жанна Жуган (1792—1879)
  - Сальваторе Ліллі & 7 товаришів (+1895)
- 5 листопада 1982, Севілья, Іспанія
  - Анжела від Хреста (1846—1932)

## 1983
- 25 січня 1983, Базиліка Святого Павла за мурами, Рим
  - Марія Ґабріелла Саґедду (1914—1939)
- 15 травня 1983, Площа святого Петра, Ватикан
  - Луїджі Версілья (1873—1930)
  - Каллісто Караваріо (1903—1930)
- 20 червня 1983, Познань, Польща
  - Уршуля Ледуховська (1865—1939)
- 22 червня 1983, Краків, Польща
  - Рафаїл Каліновський (1835—1907)
  - Альберт Хмельовський (1845—1916)
- 30 жовтня 1983, Собор Святого Петра, Ватикан
  - Домінґо Ітуррате (1901—1927)
  - Джакомо Кусмано (1834—1888)
  - Єремія з Валахії (1556—1625)
- 13 листопада 1983, Собор Святого Петра, Ватикан
  - Маріам Бауарді (1846—1878)

## 1984
- 19 лютого 1984, Собор Святого Петра, Ватикан
  - Джованні Баттіста Маццукконі (1826—1855)
  - Гійом Репін & 98 товаришів (+1794)
- 11 вересня 1984, Монреаль, Канада
  - Марія-Леонія Параді (1840—1912)
- 30 вересня 1984, Площа святого Петра, Ватикан
  - Клементе Маркізіо (1833—1903)
  - Федеріко Альберт (1820—1876)
  - Ісидор від Святого Йосифа (1881—1916)
  - Рафаела Ібарр-де-Вілаллонґа (1843—1900)
- 25 листопада 1984, Собор Святого Петра, Ватикан
  - Даніель Броттьє (1876—1936)
  - Єлизавета від Пресвятої Тройці (1880—1906)
  - Йосиф Маньянет-і-Вівес (1833—1901)

## 1985
- 1 лютого 1985, Гуаякіль, Еквадор
  - Мерседес де Хесус Моліна (1828—1883)
- 2 лютого 1985, Арекіпа, Перу
  - Ана де лос-Анджелес Монтеаґудо (1602—1686)
- 14 квітня 1985, Площа святого Петра, Ватикан
  - Пауліна Маллінкродт (1817—1881)
  - Марія Катеріна Трояні (1813—1887)
- 23 червня 1985, Площа святого Петра, Ватикан
  - Бенедетто Менні (1841—1914)
  - Петер Фрідгофен (1819—1860)
- 15 серпня 1985, Кіншаса, Заїр
  - Марі-Клементина Ануаріте Ненґапета (1939—1964)
- 22 вересня 1985, Генуя, Італія
  - Вірджінія Чентуріоне Брачеллі (1587—1651)
- 6 жовтня 1985, Собор Святого Петра, Ватикан
  - Дієґо Луїс де Сан Віторес (1627—1672)
  - Франсіско Ґарате Аранґурен (1857—1929)
  - Хосе марія Рубіо (1864—1929)
- 3 листопада 1985, Собор Святого Петра, Ватикан
  - Титус Брандсма (1881—1942)
- 17 листопада 1985, Собор Святого Петра, Ватикан
  - Рафка Петра Хобок Ар-Рейс (1832—1914)
  - Кароліна Ґерґардінґер (1797—1879)
  - Луїджі Кампіделлі (1868—1889)

## 1986
- 8 лютого 1986, Коттаям, Індія
  - Куріякосе Еліяс Чавара (1805—1871)
  - Альфонса Муттатхупадатху (1910—1946)
- 4 жовтня 1986, Ліон, Франція
  - Антуан Шевріє (1825—1879)
- 19 жовтня 1986, Флоренція, Італія
  - Тереза Манетті (1846—1910)

## 1987
- 29 березня 1987, Собор Святого Петра, Ватикан
  - Мануель Домінґо-і-Соль (1836—1909)
  - Марія Пілар Мартінес Гарсія і 2 співсестри (+1936)
  - Марсело Спінола-і-Маестре (1835—1906)
- 3 квітня 1987, Сантьяго, Чилі
  - Тереза від Ісуса Андійська (1900—1920)
- 1 травня 1987, Кельн, ФРН
  - Едіт Штайн (1891—1942)
- 3 травня 1987, Мюнхен, ФРН
  - Руперт Майєр (1876—1945)
- 10 травня 1987, Площа святого Петра, Ватикан
  - Андреа Карло Феррарі (1850—1921)
  - П'єр-Франсуа Жаме (1762—1845)
  - Луї-Зефірін Моро (1824—1901)
  - Бенедетта Камб'яджо Фрассінелло (1791—1858)
- 10 червня 1987, Тарнів, Польща
  - Кароліна Кузка (1898—1914)
- 14 червня 1987, Варшава, Польща
  - Міхал Козаль (1893—1943)
- 28 червня 1987, Собор Святого Петра, Ватикан
  - Юрґіс Матуляйтіс (1871—1927)
- 4 жовтня 1987, Собор Святого Петра, Ватикан
  - Марсель Калло (1921—1945)
  - Антонія Мезіна (1919—1935)
  - П'єріна Морозіні (1931—1957)
- 1 листопада 1987, Собор Святого Петра, Ватикан
  - Бландін Мертен (1883—1918)
  - Франциска Ніш (1882—1913)
  - Арну Реш (1838—1890)
- 22 листопада 1987, Собор Святого Петра, Ватикан
  - 85  мучеників Англії та Уельсу (+1584–1678)

## 1988
- 17 квітня 1988, Верона, Італія
  - Джованні Калабрія (1873—1954)
  - Джузеппе Нашімбені (1851—1922)
- 24 квітня 1988, Площа святого Петра, Ватикан
  - П'єтро Боніллі (1841—1935)
  - Франсіско Палау-і-Куер (1811—1872)
  - Савіна Петріллі (1851—1923)
  - Каспар Штангассінгер (1871—1899)
- 3 вересня 1988, Колле Дон Боско, Італія
  - Лаура Вакунья (1891—1904)
- 15 вересня 1988, Масеру, Лесото
  - Жозеф Жерар (1831—1904)
- 25 вересня 1988, Собор Святого Петра, Ватикан
  - Фредерік Янссоне (1838—1916)
  - Жозефа Наваль-Гірбес (1820—1893)
  - Джузеппе Бенедетто Дусмет (1818—1894)
  - Франческо Фаа ді Бруно (1825—1888)
  - Міґель Про (1891—1927)
  - Хуніперо Серро (1713—1784)
- 16 жовтня 1988, Площа святого Петра, Ватикан
  - Гонорат Козьмінський (1829—1916)
  - Бернардо Сільвестреллі (1831—1911)
  - Карел ГУбен (1821—1893)
- 23 жовтня 1988, Собор Святого Петра, Ватикан
  - Ніколас Стено (1638—1686)
- 20 листопада 1988, Собор Святого Петра, Ватикан
  - Йоганнес Лаврентіус Вайсс і 2 товаришів (+1716)
  - Катерина Дрексель (1858—1955)

## 1989
- 23 квітня 1989, Площа святого Петра, Ватикан
  - Марія Марґеріта Кайяні (1863—1921)
  - Мартин Люмбрерас Перальта (1598—1632)
  - Мельхіор Санчес Перес (1599—1632)
  - Францішка Седлиська (1842—1902)
  - Марія-Катерина від святого Августина (1632—1668)
- 30 квітня 1989, Антананаріву, Мадагаскар
  - Вікторія Разоаманаріво (1828—1894)
- 2 травня 1989, Сен-Дені, Франція
  - Скубілон Руссо (1797—1867)
- 18 червня 1989, Собор Святого Петра, Ватикан
  - Антоніо Люччі (1681—1752)
  - Марія Елізабетта Ренці (1786—1859)
- 1 жовтня 1989, Площа святого Петра, Ватикан
  - Франсінайна Сірер Карбонелл (1781—1855)
  - Ґелтруде Коменсолі (1847—1903)
  - Лоренцо від святого Франциска Ксаверія (1782—1856)
  - Мученики з Дам'єль (+1936)
- 22 жовтня 1989, Собор Святого Петра, Ватикан
  - Марія від Ісуса (1841—1884)
  - Джузеппе Джаккардо (1896—1948)
  - Агнета Філа і 6 товаришів (+1940)
- 31 жовтня 1989, Собор Святого Петра, Ватикан
  - Джузеппе Бальдо (1843—1915)

## 1990
- 29 квітня 1990, Площа святого Петра, Ватикан
  - Філіппо Ріналді (1856—1931)
  - Туронські мученики (+1934)
  - Інокентій Канаура Арнау (1887—1934)
  - Марія Мерсе Прат-і-Прат (1890—1936)
  - Хайме Іларіо Барбал (1898—1937)
- 6 травня 1990, Мехіко, Мексика
  - Хосе Марія де Єрмо-і-Паррес (1851—1904)
  - Хуан Дієґо Куаухтлатоатцін ( (1474—1548)
  - Крістобаль, Антоніо і Хуан (+1527–1529)
- 20 травня 1990, Площа святого Петра, Ватикан
  - П'єр Джорджо Фрассаті (1901—1925)
- 7 жовтня 1990, Площа святого Петра, Ватикан
  - Джузеппе Алламано (1851—1926)
  - Аннібале Марія ді Франчя (1851—1927)
- 4 листопада 1990, Собор святого Петра, Ватикан
  - Марте Ле Бутейє (1816—1883)
  - Елізабетта Вендраміні (1790—1860)
  - Луїза-Тереза де Монтеньяк де Шонванс (1820—1885)
  - Марія Скініна (1844—1910)

## 1991
- 21 квітня 1991, Собор святого Петра, Ватикан
  - Анунчята Коккетті (1800—1882)
  - К'яра Босатта (1858—1887)
  - Марі Тереза Гейз (1782—1876)
- 2 червня 1991, Ряшів, Польща
  - Юзеф Пельчар (1842—1924)
- 5 червня 1991, Білосток, Польща
  - Болеслава Лямент (1862—1946)
- 9 червня 1991, Варшава, Польща
  - Рафал Хилінський (1694—1741)
- 14 липня 1991, Суза, Італія
  - Едоардо Джузеппе Розаз (1830—1903)
- 13 серпня 1991, Краків, Польща
  - Анеля Салява (1881—1922)
- 18 жовтня 1991, Флоріанополіс, Бразилія
  - Лючія Амабіле (1865—1942)
- 27 жовтня 1991, Площа святого Петра, Ватикан
  - Адольф Кольпінг (1813—1865)

## 1992
- 17 травня 1992, Площа святого Петра, Ватикан
  - Джузеппіна Бахіта (ca. 1869—1947)
  - Хосемарія Ескріва де Балаґер (1902—1975)
- 21 червня 1992, Караваджо, Італія
  - Франческо Спінеллі (1853—1913)
- 27 вересня 1992, Площа святого Петра, Ватикан
  - Ірландські католицькі мученики (+1584–1654)
  - Рафаель Арнаіс Барон (1911—1938)
  - Насарія Марч Меса (1889—1943)
  - Марія Хосефа Санчо де Ґерра (1842—1912)
  - Леоні Ав'я (1844—1914)
- 25 жовтня 1992, Площа святого Петра, Ватикан
  - Феліпе Де Хесус Мунарріс і 50 товаришів (+1936)
  - Брауліо Марія Коррес Діас-де-Серіо і 70 товаришів (+1936)
  - Нарціса де Хесус (1832—1869)
- 22 листопада 1992, Собор святого Петра, Ватикан
  - Святі війни крістерос (+1915–1937)
  - Марія Натівідад Венегас де ла Торре (1868—1959)

## 1993
- 20 березня 1993, Собор святого Петра, Ватикан
  - Діна Беланже (1897—1929)
  - Дунс Скот (c. 1266—1308)
- 18 квітня 1993, Площа святого Петра, Ватикан
  - Людовіко да Казоріа (1814—1885)
  - Марія Анжела Трушковська (1825—1899)
  - Фаустина Ковальська (1905—1938)
  - Станіслав Казімєрчик (1631—1701)
  - Паула Монталь Форнес (1799—1889)
- 16 травня 1993, Собор святого Петра, Ватикан
  - Марі Луїза Тріше (1684—1759)
  - Флорида Чеволі (1685—1767)
  - Колюмба Ґабріель (1858—1926)
  - Моріс Торне (1910—1949)
- 28 вересня 1993, Асті, Італія
  - Джузеппе Марелло (1844—1895)
- 10 жовтня 1993, Площа святого Петра, Ватикан
  - Марія Крочіфісса Сателліко (1706—1745)
  - Марія Франческа Рубатто (1844—1904)
  - Вікторія Дієс Бустос де Моліна (1903—1936)
  - Дієґо Вентажа Мілан і 8 товаришів (+1936)
  - Педро Поведа Кастроверде (1874—1936)

## 1994
- 24 квітня 1994, Площа святого Петра, Ватикан
  - Джанна Беретта Молла (1922—1962)
  - Елізабетта Канорі Мора (1774—1825)
  - Ісідоре Баканжа (ca. 1887—1909)
- 16 жовтня 1994, Площа святого Петра, Ватикан
  - Марія Рафольс Бруна (1781—1853)
  - Петра Перес Флорідо (1845—1906)
  - Джузеппіна Ванніні (1859—1911)
  - Альберто Уртадо (1901—1952)
  - Ніколя Ролан (1642—1678)
- 5 листопада 1994, Катанія, Сицилія, Італія
  - Маддалена Морано (1847—1908)
- 20 листопада 1994, Собор святого Петра, Ватикан
  - Агнеса від Ісуса (1602—1634)
  - Марі Пуссепін (1653—1744)
  - Ежені Жубер (1876—1904)
  - Гіацинт-Марі Корм'є (1832—1916)
  - Клаудіо Ґранцотто (1900—1947)

## 1995
- 17 січня 1995, Порт-Морсбі, Папуа Нова Гвінея
  - Пітер То Рот (1912—1945)
- 19 січня 1995, Сідней, Австралія
  - Марія від Хреста МакКіллоп (1842—1909)
- 21 січня 1995, Коломбо, Шрі-Ланка
  - Йосиф Ваз (1651—1711)
- 29 січня 1995, Собор святого Петра, Ватикан
  - Доменіко Маццарелла (1802—1854)
  - Ґрімоальдо Сантамарія (1883—1902)
  - Рафаель Гуізар Валенсія (1878—1938)
  - Хеновева Торрес Моралес (1870—1956)
- 30 квітня 1995, Тренто, Італія
  - Йоганн Непомук фон Цшідерер зу Ґлайфгайм (1777—1860)
- 7 травня 1995, Площа святого Петра, Ватикан
  - Аґрстіно Рошеллі (1818—1902)
  - Марія Доменіка Брун Барбантіні (1789—1868)
  - Гелена Штолленверк (1852—1900)
  - Джузеппіна Боніно (1843—1906)
  - Лаура Еванґеліста Альварадо Кардосо (1875—1967)
- 4 червня 1995, Кукельберг, Бельгія
  - Дам'ян де Вестер (1840—1889)
- 1 жовтня 1995, Площа святого Петра, Ватикан
  - П'єтро Казані (1570—1647)
  - Жан-Батіст Сузі і 63 товариші (+1794–1795)
  - Карлос Ераня Ґурусета і 2 товаришів (+1936)
  - Діонісіз Памплона і 12 товаришів (+1936)
  - Педро Руїс Де Лос Паньос-і-Анхель і 8 товаришів (+1936)
  - Ангелес Льорет Марті і 16 співсестер (+1936)
  - Вісенте Вілар Давід (1889—1937)
  - Ансельмо Поланко Фонтека (1881—1939)
  - Феліпе Ріполь Мората (1878—1939)

- 29 жовтня 1995, Площа святого Петра, Ватикан
  - Марґаріта Бейз (1815—1879)
  - Марія Терезія Шерер (1825—1888)
  - Марія Бернарда Бютлер (1848—1924)

## 1996
- 17 березня 1996, Собор святого Петра, Ватикан
  - Даніеле Комбоні (1831—1881)
  - Ґвідо Марія Конфорті (1865—1931)

- 12 травня 1996, Площа святого Петра, Ватикан
  - Альфредо Ільдефонсо Шустер (1880—1954)
  - Кандіда Марія від Ісуса (1845—1912)
  - Філіппо Змальдоне (1848—1923)
  - Януарій Сарнеллі (1702—1744)
  - Марія Антонія Бандрес Елосеґі (1898—1919)
  - Марія Раффаелла Чіматті (1861—1945)

- 23 червня 1996, Берлін
  - Бернгард Ліхтенберґ (1875—1943)
  - Карл Лайзнер (1915—1945)

- 6 жовтня 1996, Площа святого Петра, Ватикан
  - Едмунд Ігнатій Райс (1762—1844)
  - Вінкентій Левонюк і 12 товаришів (+1874)
  -  Марія Ана Могас Фонткуберта (1827—1886)
  - Марцеліна Даровська (1827—1911)

- 24 листопада 1996, Собор святого Петра, Ватикан
  - Катрін Жарріж (1754—1836)
  - Якоб Ґапп (1897—1943)
  - Отто Нойрурер (1882—1940)

## 1997
- 4 травня 1997, Площа святого Петра, Ватикан
  - Серафіно Хіменес Малья (1861—1936)
  - Енріко Ребускіні (1860—1938)
  - Флорентіно Асенсіо Баррозо (1877—1936)
  - Ґаетано Катанозо (1879—1963)
  - Марія Енкарнасйон Росаль (1820—1886)

- 6 червня 1997, Закопане, Польща
  - Бернардина Марія Яблонська (1878—1940)
  - Марія Карловська (1865—1935)

- 22 серпня 1997, Париж, Франція
  - Фредерік Озанам (1813—1853)

- 27 вересня 1997, Болонья, Італія
  - Бартоломео Марія Даль Монте (1726—1778)

- 12 жовтня 1997, Площа святого Петра, Ватикан
  - Доменіко Лентіні (1770—1828)
  - Емілі д'Ольтремон (1818—1878)
  - Джованні Баттіста П'ямарта (1841—1913)
  - Марія Тереза Фаше (1881—1947)
  - Матео Еліас Ньевес Кастільо (1882—1928)

- 9 листопада 1997, Площа святого Петра, Ватикан
  - Джованні Баттіста Скалабріні (1839—1905)
  - Доротея Чавес Ороско (1867—1949)
  - Вільмош Апор (1892—1945)